# Іванків (Чортківський район)
Іва́нків — село в Україні, у Скала-Подільській селищній громаді Чортківського району Тернопільської області. Розташоване на сході району. До 2015 адміністративний центр сільради, якій були підпорядковані села Бережанка, Гуштинка та Трійця. Населення становить 1693 особи (2003).
У вересні 2015 року увійшло до складу Скала-Подільської селищної громади.
На околиці Іванкова зростають Іванківські липи — ботанічна пам'ятка природи місцевого значення.

## Географія
Село розташоване на відстані 362 км від Києва, 91 км — від обласного центру міста Тернополя та 9 км від міста Борщів. Селом тече потік Безіменний.

## Історія
Поблизу села виявлено археологічні пам'ятки трипільської, черняхівської та давньоруської культур.
Поселення трипільської культури поблизу села, виявлене у 1930-х роках. Підйомний матеріал (уламки кераміки) зберігається у Львівському історичному музеї.
Перша письмова згадка про село 1443 рік, як Іванкове поле, тоді було пусткою.
В XIV-XVI ст. було власністю скальських війтів.
Внаслідок козацьких повстань 1648—1654 років було повністю спустошеним.

Люстрація 1665 року фіксує повне знищення села:
В тому селі немає жодного підданого і декілька десятиліть лежить пусткою. Млина та ставу немає.
Почало заселятись лише у 1710—1718 роках. У 1718 році в селі була збудована церква Святого Михайла Архангела. Священником при церкві був скальський священник Іван Пашовський.
У 1762 році було 160 господарств.
У XIX столітті власником маєтку був граф Аґенор Марія Ґолуховський. 
Діяли українські товариства «Просвіта», «Січ», «Сокіл», «Луг», «Сільський господар», кооператива, драматичний гурток, мандолінний оркестр.
У 1940-1941, 1944-1959 роках село належало до Скала-Подільського району Тернопільської області. З ліквідацією району 1959 року увійшло до складу Борщівського району.
12 червня 2020 року, відповідно до розпорядження Кабінету Міністрів України № 724-р «Про визначення адміністративних центрів та затвердження територій територіальних громад Тернопільської області» увійшло до складу Скала-Подільської селищної громади.
19 липня 2020 року, в результаті адміністративно-територіальної реформи та ліквідації Борщівського району, село увійшло до складу новоутвореного Чортківського району.

## Населення
Згідно з переписом УРСР 1989 року чисельність наявного населення села становила 2185 осіб, з яких 1001 чоловік та 1184 жінки.
За переписом населення України 2001 року в селі мешкало 1707 осіб.

### Мова
Розподіл населення за рідною мовою за даними перепису 2001 року:
| Мова       | Чисельність | Відсоток |
| ---------- | ----------- | -------- |
| українська | 1712        | 99,65%   |
| російська  | 6           | 0,35%    |
| Усього     | 1718        | 100%     |

## Релігія
- церква святого архистратига Михаїла (1847; реставрована 1907) з дерев'яною дзвіницею (XVII століття).

## Пам'ятники
Встановлено пам'ятні хрести на честь скасування панщини, УСС, жертвам сталінських репресій (обидва — 1990).
Насипана символічна могила воякам УПА (1992)
Споруджено погруддя громадсько-політичній діячці Ользі Басараб (родом з Іванкова її чоловік Дмитро).

## Соціальна сфера
Діють загальноосвітня школа І—ІІІ ступеня, Будинок культури, бібліотека, ФАП, крамниці.

## Відомі люди
Мешканець села Федір Гайдамаха 12 років (1860–1872, за даними Ігоря Чорновола: селянин, посол у 1873—1879 роках до австрійського парламенту (Райхсрату), Галицького Сейму у 1870—1876 роках від округу Борщів — Мельниця, входив до «Руського клубу».

### Народилися
- лікар, громадський діяч, депутат Тернопільської облради (2002—2006 роки) Михайло Буртняк[15]
- Лукіянець Богдан Антонович — український вчений-фізик.
- Дмитро Николишин — літератор.
- Василь Ситник — громадський діяч.
- Ярчук Михайло — Чортківський Надрайонний провідник ОУН.
- Ярчук Теодор — лютеранський пастор громади у Станіславові

## Світлини

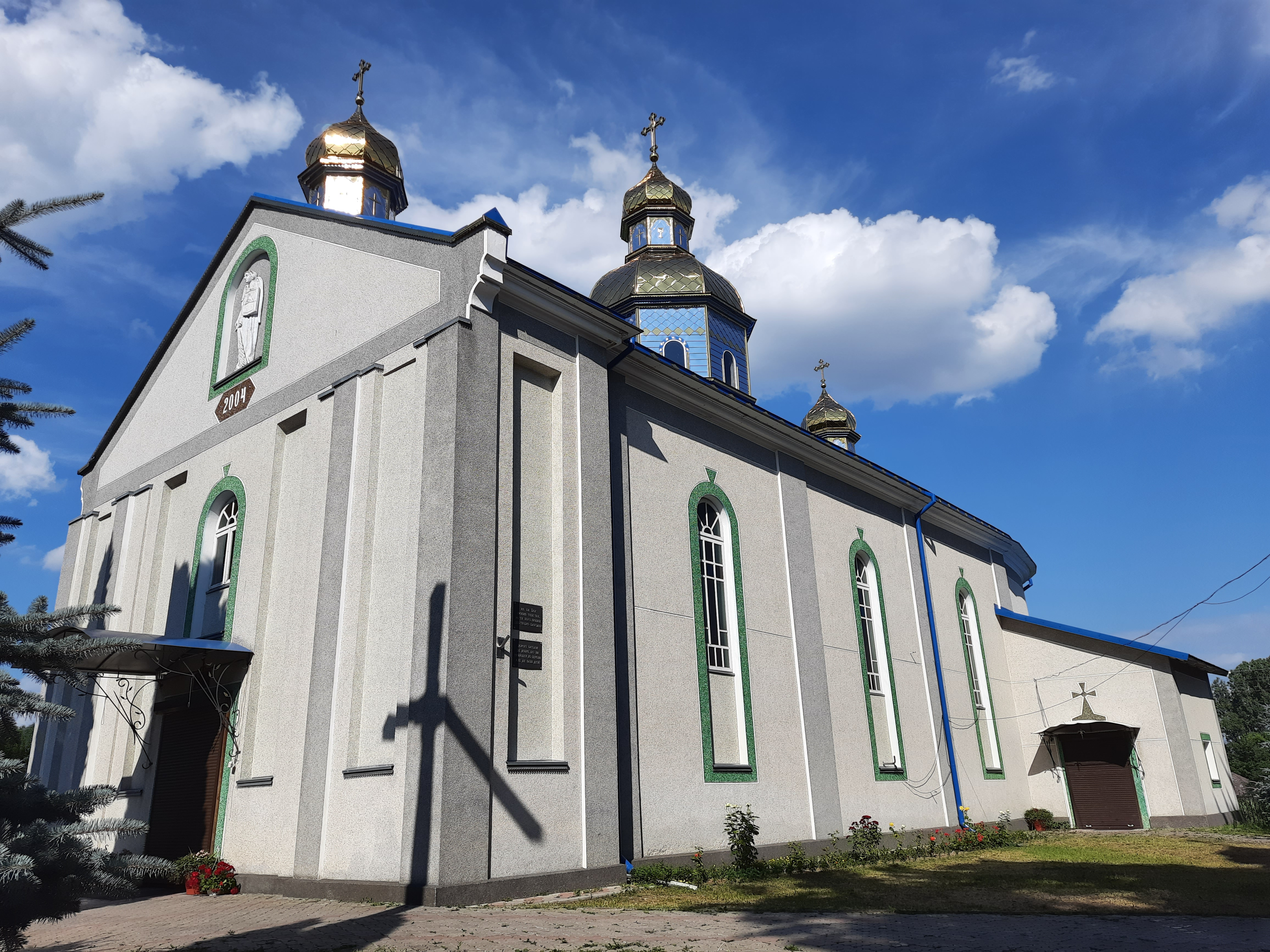
Церква Архістратига Михаїла (1847, реставрована у 1907)
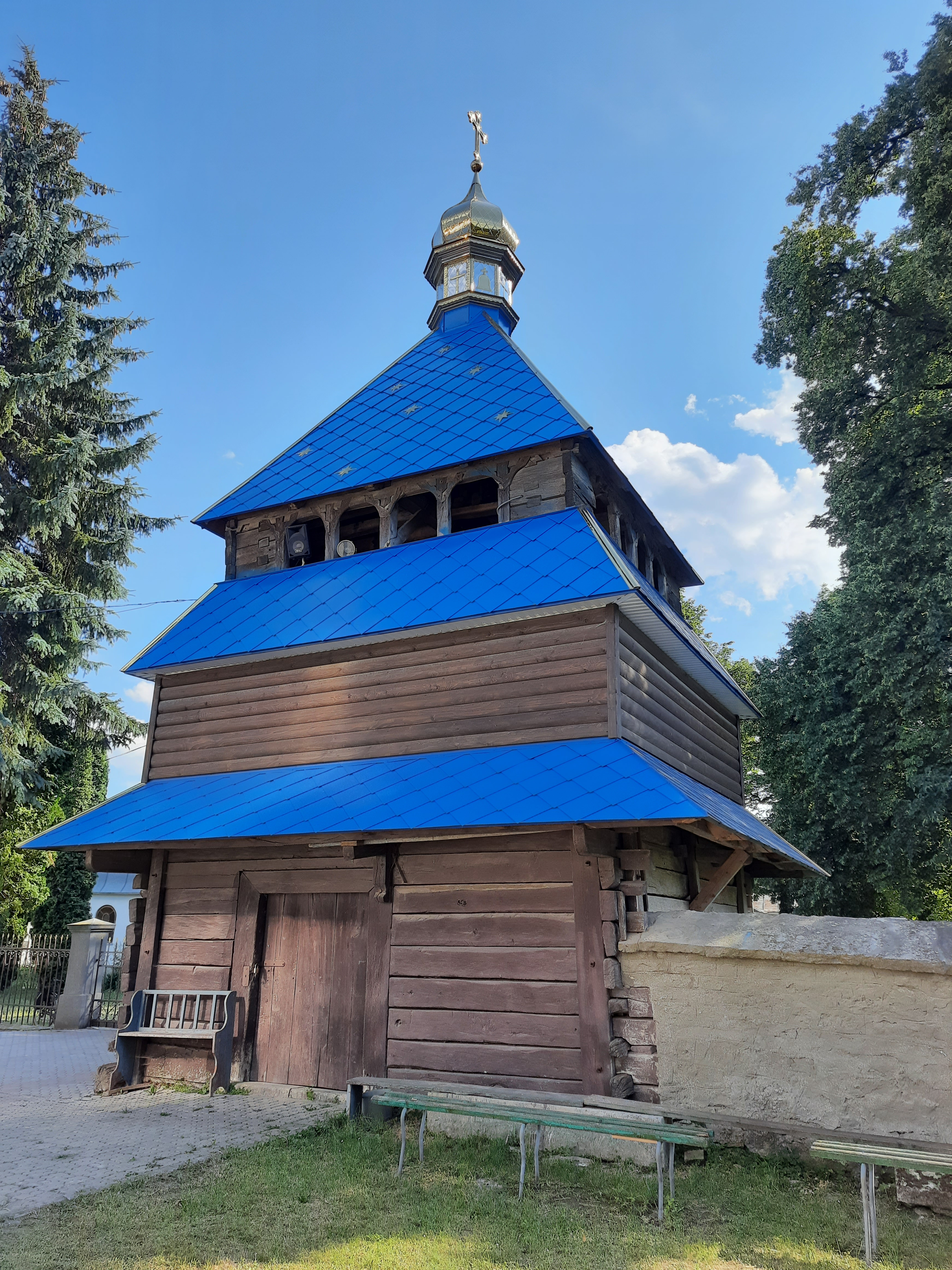
Дерев'яна дзвіниця  18 ст
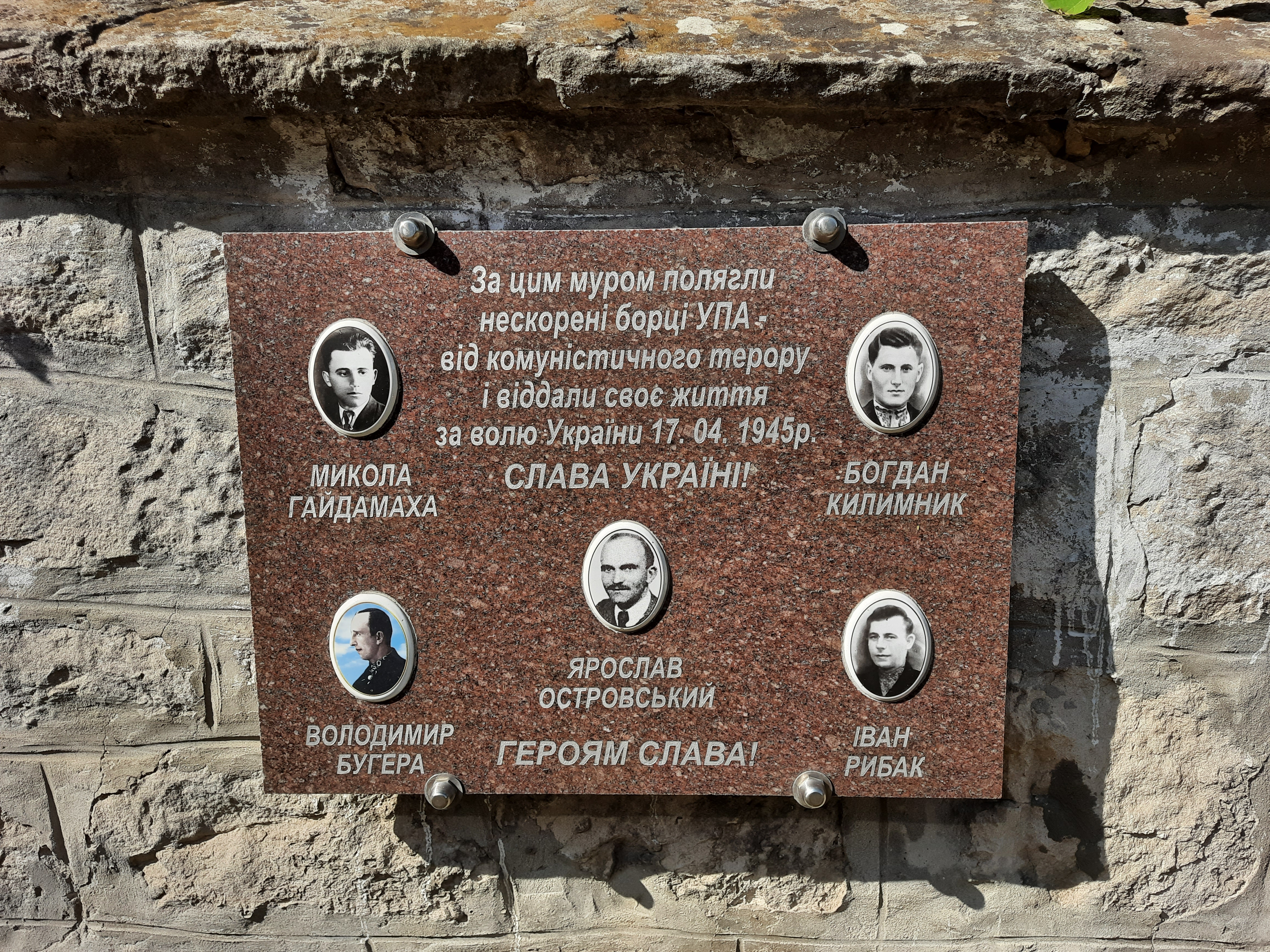
Пам'ятна плита неподалік колишньої криївки
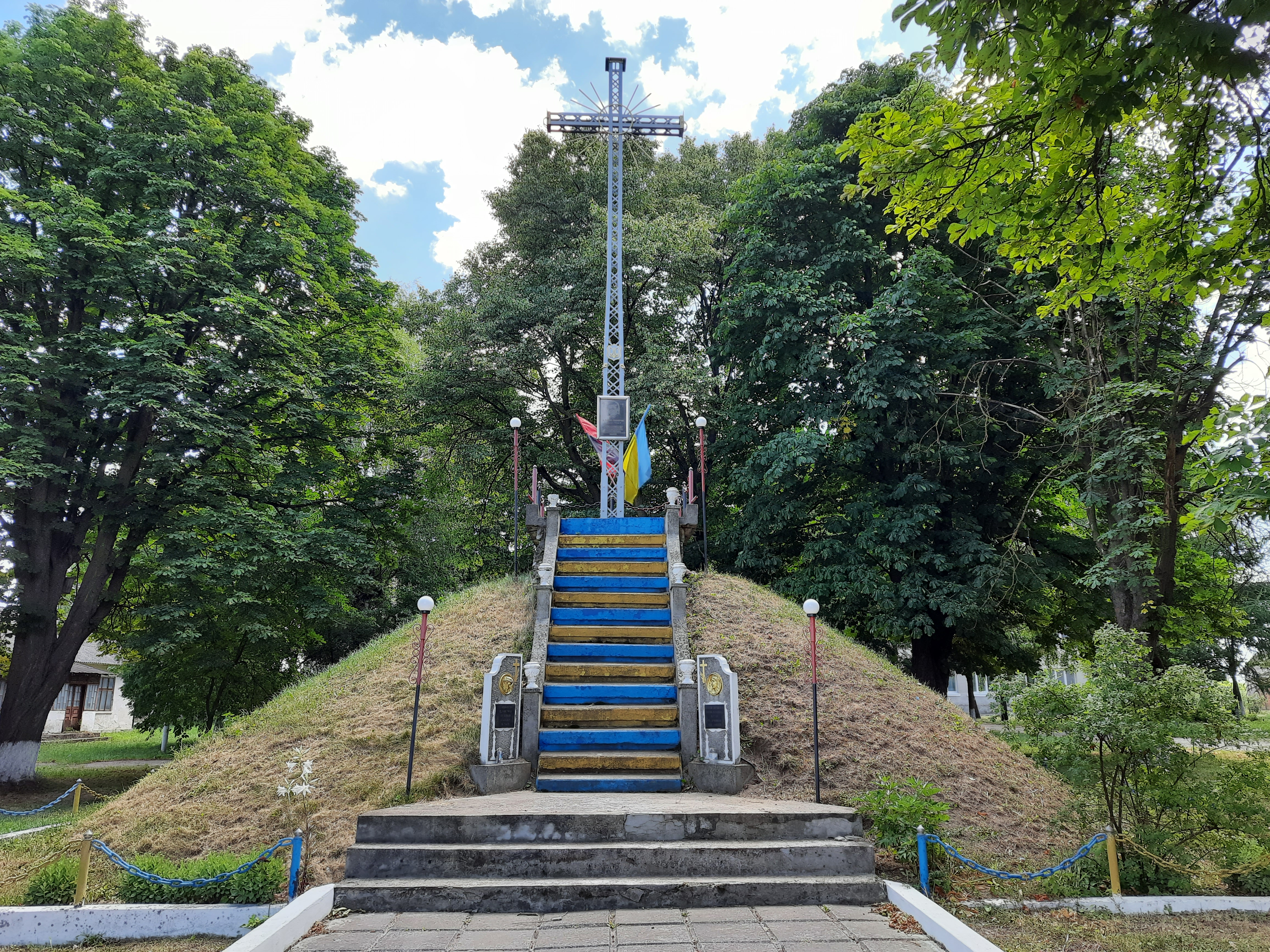
Символічна могила Героям УПА
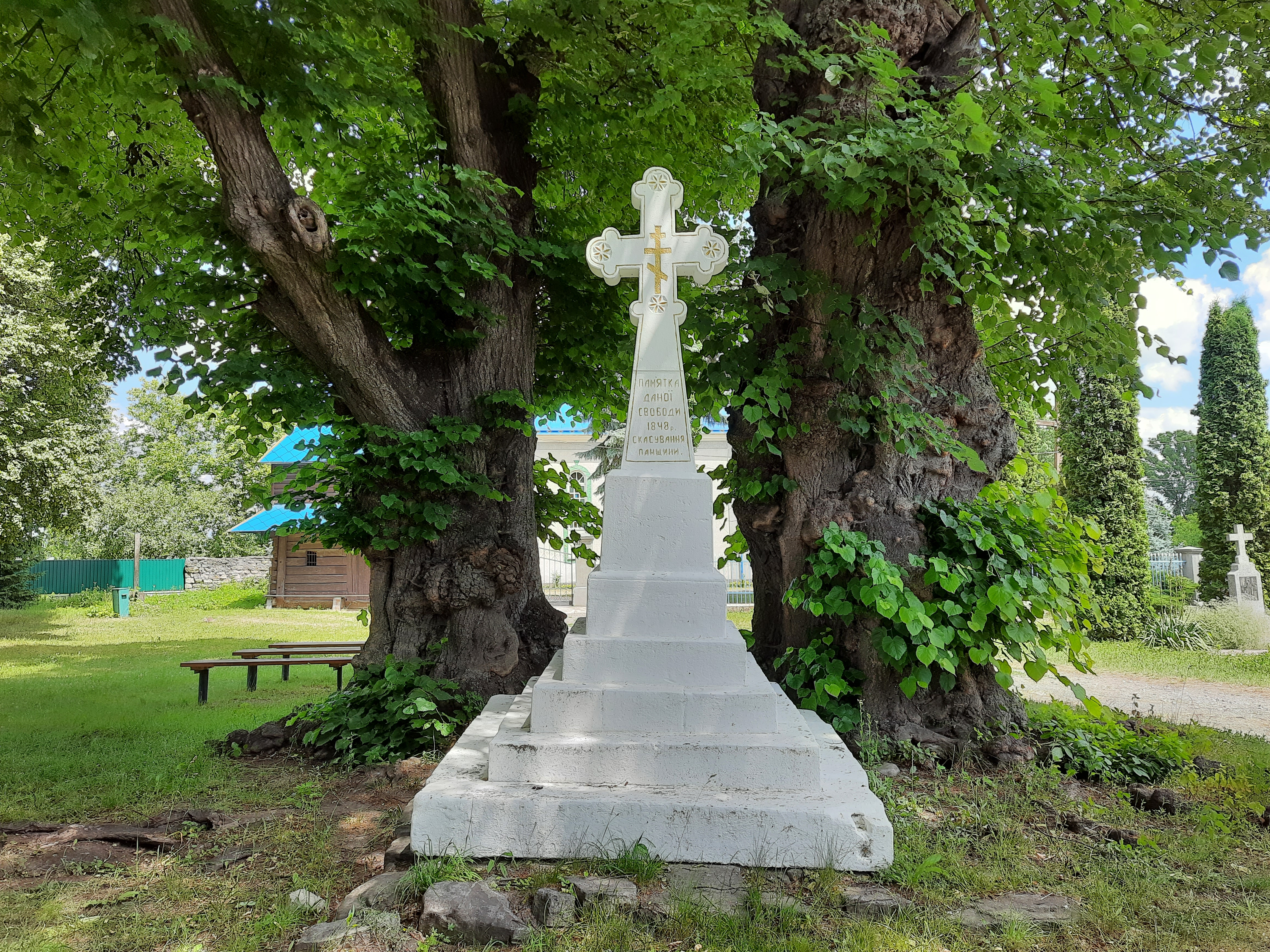
Пам'ятний хрест з нагоди скасування панщини.
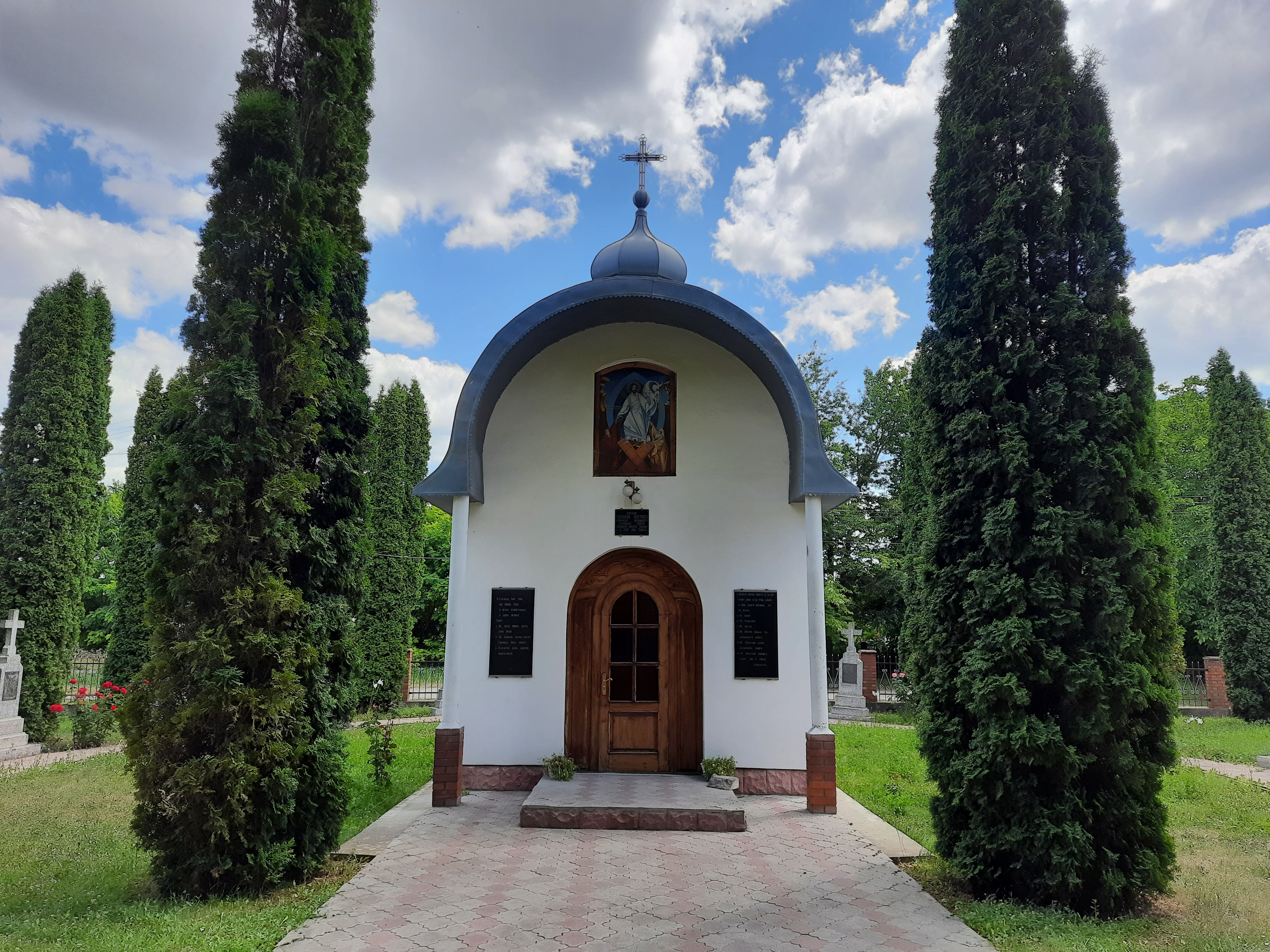
Капличка
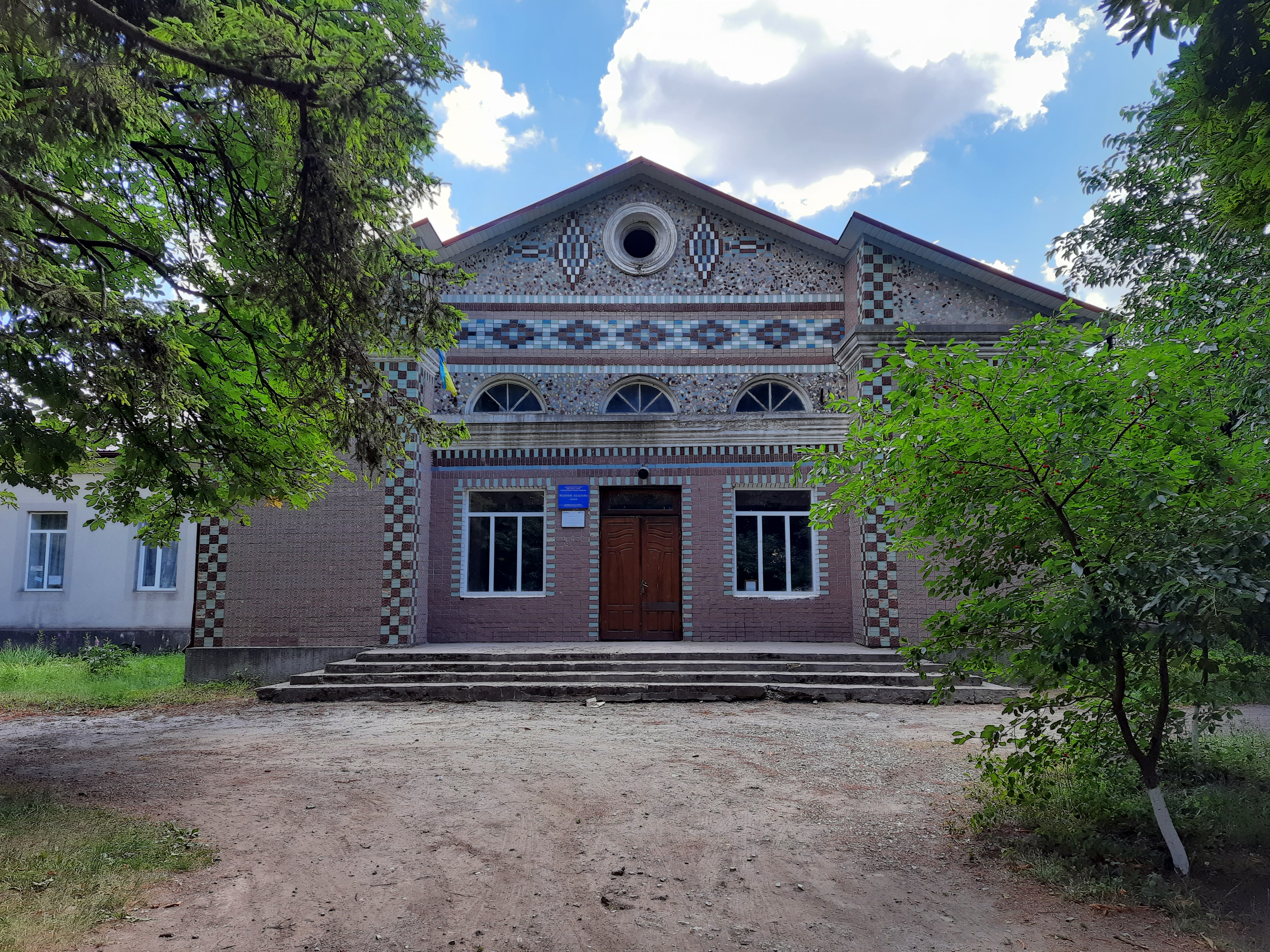
Будинок культури
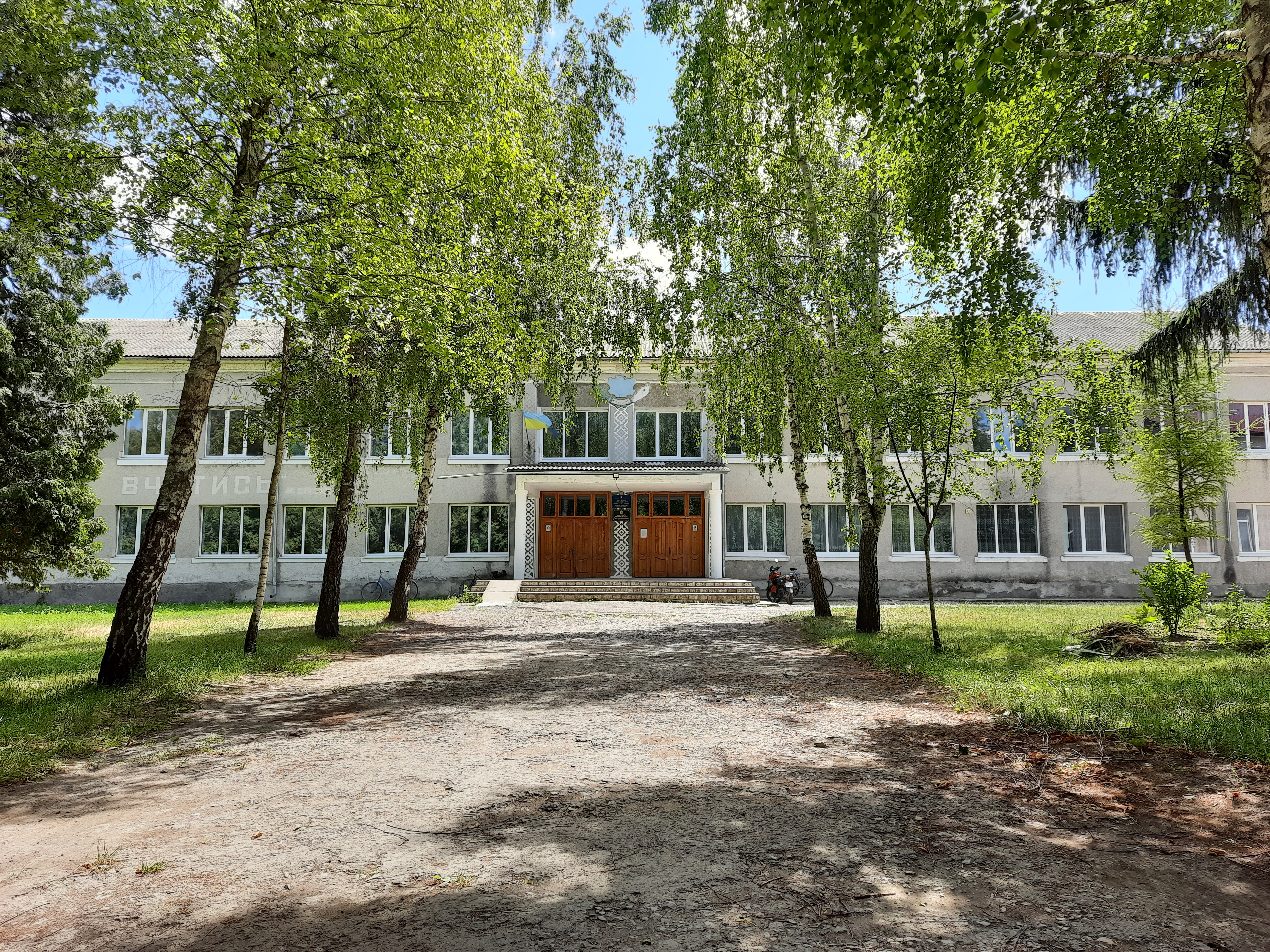
Школа